# 1723 en France
Chronologie de la France
- 1719
- 1720
- 1721
- 1722
- 1723
- 1724
- 1725
- 1726
- 1727

Cette page concerne l’année 1723 du calendrier grégorien.

## Événements
- 22 février : Louis XV est déclaré majeur au Parlement par un lit de justice. Officiellement fin de la Régence. Le cardinal Dubois reste en poste en tant que premier ministre jusqu’à sa mort[1].

- 6 mars : une assemblée protestante est surprise dans la maison Verchant à Montpellier par les hommes du duc de Roquelaure. Treize personne, dont le prédicant Jean Vesson sont arrêtées[2].
- 19 mars : le synode du Bas-Languedoc condamne « plusieurs profanes et libertins » qui veulent dans les assemblées faire office de lecteurs ou de chantres. Renouveau des assemblées protestantes[3]. Le parti des Inspirés, après l’arrestation de Vesson, reconnait ses torts et est réintégré dans l’Église réformée par le synode. Les protestants du Languedoc se réorganisent et se renforcent sous l’impulsion d’Antoine Court et de Pierre Cortex[4].

- 22 avril : les prédicants protestants Jean Vesson, Jacob Bonicel, Antoine Comte et Marie Blayne sont condamnés à mort et pendus le même jour sur l’esplanade de Montpellier. Les autres prévenus sont condamnés aux galères où à la réclusion[2].
- 26 avril : déclaration concernant les rangs et honneurs des princes légitimés dans les cours de parlement qui complète l’édit de 1717 sur la cassation du testament de Louis XIV[5]. Les honneurs de princes du sang sont rendus au duc du Maine et au comte de Toulouse, mais leur demeurent interdits le droit de succession à la couronne.

- 5 mai : le prédicant protestant Jean Huc-Mazel est condamné à mort et pendu le même jour sur l’esplanade de Montpellier après avoir abjuré[2].

- 7 juillet : l’Assemblée générale du clergé tenue à Paris accorde un don gratuit de huit millions de livres au roi[6].
- 10 août : mort du cardinal Dubois[1].
- 11 août : le duc d’Orléans devient le principal ministre. Morville devient secrétaire d’État aux Affaires étrangères. Maurepas est nommé secrétaire d’État à la Marine[7].
- 29 août : l’assemblée du clergé réunie à Versailles accorde au roi un « don gratuit » de 8 millions de livres[8]

- 10 novembre : Louis XV inaugure, au manège de la grande écurie, un entraînement intensif aux sports équestres, indispensables à la pratique sérieuse de la vénerie[9].

- 2 décembre : à la mort de Philippe d’Orléans, le duc de Bourbon gouverne[1] sous l’influence des frères Paris et de sa maîtresse Madame de Prie (fin en 1726)[10]. Louis Phélypeaux, comte de Saint-Florentin (1705-1777), secrétaire d’État à la Maison du roi (fin en 1775). Armenonville (chancelier), Fleuriau de Morville (affaires étrangères), Dodun (finances), La Vrillière et Maurepas (marine), secrétaires d’État.

- Ouverture du canal du Loing[11].